# Manuel Roergas Serviez
Emmanuel Roërgas de Serviez, connu sous le nom hispanisé de Manuel Roergas Serviez, né le 16 mai 1785 au château de Cutry (Meurthe-et-Moselle), et mort le 30 novembre 1816 au Venezuela, est un militaire et aventurier français qui participa à la décolonisation de l'Amérique du Sud.

## Biographie

### Origines familiales
Baptisé le 6 juin 1785 à Longwy, il est issu d'une lignée de la petite noblesse militaire du côté de son père Emmanuel-Gervais Roergas de Serviez, alors lieutenant au Régiment Royal-Roussillon. En épousant Marie-Henriette de Trelliard le 25 décembre 1784 à Cutry (Meurthe-et-Moselle), ce dernier s'est allié à un lignage investi dans l'industrie et les affaires publiques : son beau-père, François de Trelliard, se qualifie dans cet acte de « noble patrice de Parme, secrétaire du cabinet avec exercice de Son Altesse Royale Monseigneur l'infant duc de Parme, et ancien intendant de l'agriculture et du commerce dans les États de sa dite Altesse Royale ». Parmi les témoins de la cérémonie, figure le futur général Anne-François-Charles Trelliard, frère de la mariée.

### Révolution française et Empire
Emmanuel Roergas Serviez s'enrôle comme volontaire  dans les armées de la Révolution française au temps du Directoire. Il sert comme sous-lieutenant au 2e régiment de chasseurs à cheval puis devient lieutenant aide de camp de son oncle maternel le général Anne-François-Charles Trelliard. Il combat en Italie, en Allemagne et en Espagne. En janvier 1809, il déserte pour s'enfuir « clandestinement avec la femme d'un général » et s'embarque pour l'Angleterre, puis l'Amérique.

### En Amérique
En 1811, Manuel Roergas Serviez se rend au Venezuela où il devient colonel de cavalerie et aide de camp de Francisco de Miranda. En 1812, après la chute de la Première République du Venezuela, il émigre en Nouvelle-Grenade et arrive à Carthagène des Indes en 1813. Instructeur à Popayán, il participe à la campagne de Nariño dans le sud. Fin 1814, il participe au siège de Bogotá sous le commandement de Simón Bolívar. En 1816, il est promu commandant de l'armée et obtient le grade de général.
Après la reconquête espagnole de la Nouvelle-Grenade, il se retire dans les llanos du Casanare. Il se trouve au commandement de la troisième brigade de cavalerie, en Apure, lorsqu'il est assassiné par des soldats de José Antonio Páez.

### Famille
Emmanuel Roërgas de Serviez avait épousé Joséphine-Eugénie Teissier de Marguerittes le 28 novembre 1805 à Paris. Leur divorce fut prononcé le 17 août 1810. Le couple avait eu deux fils. 
- L'Aide de camp, ou l'Auteur inconnu, souvenirs des deux mondes, Paris, Dufey et Vezard, 1832, VIII-404 p. Ce livre est inspiré de la destinée de son géniteur.
- Neuf jours d'hymen, ou La cour en 1610, Paris, C. Lachapelle, 1834, 2 volumes.
- Le Démon du midi, chronique espagnole, Paris, C. Lachapelle, 1836, 2 volumes.
- Histoire de Colbert, Paris, Debécourt, 1842, XII-428 p.
- Histoire du brave Crillon, Paris, Debécourt, 1843, 531 p.